# ユン・チェヨン
ユン・チェヨン（尹 寀瑛、韓国語: 윤 채영、英語: Yoon Chae-Young、1987年3月5日 - ）は、大韓民国の女子プロゴルファー。所属はHanwha Q CELLS。

## 経歴
中央大学校（大韓民国）卒業。
父が通っていたゴルフ練習場に付いていったのをきっかけに11歳からゴルフを始める。
2005年に韓国女子プロゴルフ協会（KLPGA）入会。同年は同会2部にあたるゼニアツアー（제니아투어、名称は当時、2008年からドリームツアーに変更）第3戦において下部ツアーながら優勝を果たす。
2009年、初代「KLPGA広報モデル」に選出され、その後2016年まで8年連続で選出された。
2011年ハンファグループによるゴルフチーム「Hanwha ゴルフチーム」の創設が発表され、その創立メンバーに選ばれる。
2014年4月の「ヤマハレディースオープン葛城」において日本女子プロゴルフ協会（JLPGA）ツアー初出場（23位タイ）。同年7月の「済州三多水マスターズ」（제주 삼다수 마스터스）でKLPGAツアー初優勝。
2016年4月JLPGAツアー「ヤマハレディースオープン葛城」に出場し3位タイ。同年JLPGAファイナルクォリファイングトーナメントに進出して5位。
2017年からTPD単年登録者（呼称は当時）としてJLPGAツアーに本格参戦し、年間獲得賞金ランキング（賞金ランク）35位でシード入り。
2018年に「Hanwha ゴルフチーム」から発展して発足した「Hanwha Q CELLS ゴルフチーム」の一員に名を連ねる。同年は賞金ランクで自身最高位となる17位となる。JLPGA会員制度改正に伴い「2018年シード獲得」の資格で同会入会を申請し、2018年12月1日付でJLPGA90期生（インターナショナルプロフェッショナル会員）となる。
2019年もJLPGAツアー初優勝とはならなかったが、賞金ランク42位で参戦以来3年連続でシード入りを果たす。